# Alain Duschène

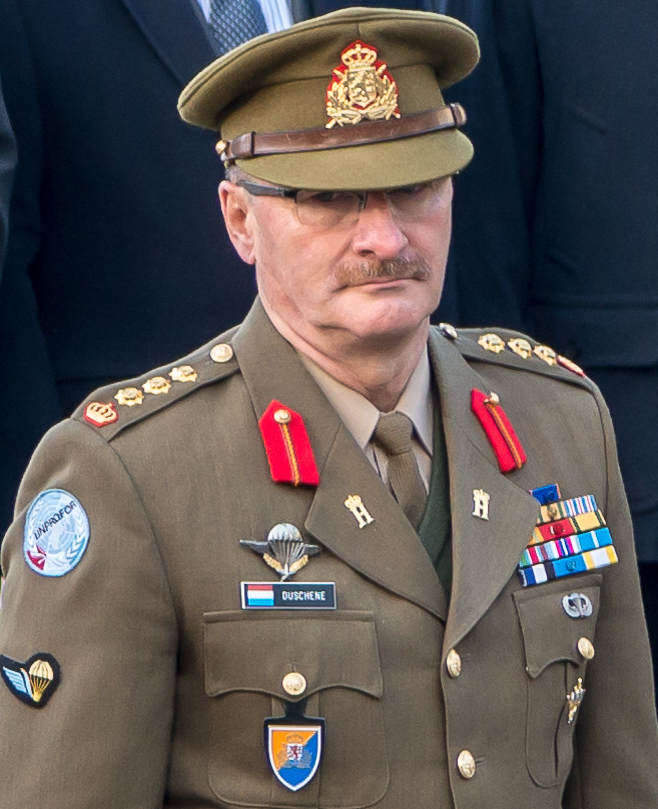
Alain Duschène (2016)

Alain Duschène (* 19. März 1960 in Esch an der Alzette) ist ein luxemburgischer Brigadegeneral außer Dienst. Vom 30. September 2017 bis 29. September 2020 war er Chef des Generalstabs der luxemburgischen Streitkräfte und somit deren militärischer Befehlshaber.

## Leben
Nach seiner schulischen Ausbildung schloss sich Alain Duschène 1979 der Luxemburger Armee an.
Der ehemalige General ist verheiratet und Vater von zwei Töchtern.

### Militärische Laufbahn
Im Jahr 1984 beendete Alain Duschène seine Offiziersausbildung an der École Royale Militaire in Brüssel. Dieser folgten Verwendungen bei der Infanterietruppe der luxemburgischen Streitkräfte im In- und Ausland sowie verschiedene Weiterbildungen an Militärschulen.
Im Jahr 1998 wurde er zum Oberstleutnant befördert und war im Hauptquartier der luxemburgischen Streitkräfte für Personal- und PR-Aufgaben zuständig. Im März 2008 folgte die Beförderung zum Oberst und er übernahm den Posten des stellvertretenden Chefs des Generalstabs.
Am 30. September 2017 wurde er zum General (OF-6) befördert und trat die Nachfolge von Romain Mancinelli als militärischem Befehlshaber der luxemburgischen Streitkräfte an. Nach drei Jahren im Amt trat Duschène am 29. September 2020 in den Ruhestand. Zu seinem Nachfolger als Chef des Generalstabs wurde Steve Thull berufen.

## Auszeichnungen
Alain Duschène erhielt u. a. folgende bedeutende in- und ausländische Auszeichnungen:
|  | Offizier des Militär- und Zivildienst-Ordens Adolphs von Nassau |
|  | Offizier des Ordens der Eichenkrone                             |
|  | Kommandeur des Verdienstordens des Großherzogtums Luxemburg     |
|  | Ritter des Ordens des Infanten Dom Henrique                     |
|  | Offizier des Ordre national du Mérite                           |
|  | Kommandeur des spanischen Zivilverdienstordens                  |
|  | Kommandeur des Ordens des Löwen von Finnland                    |